# Gumi
Gumi är en stad i den sydkoreanska provinsen Norra Gyeongsang. Den hade 420 987 invånare i slutet av 2020.
Orten är bland annat känd som den sydkoreanske presidenten Park Chung-hees födelseort.

## Administrativ indelning
Centralorten med 328 768 invånare (2020) är indelad i 19 administrativa stadsdelar:
Bisan-dong,
Doryang-dong,
Gongdan 1-dong,
Gongdan 2-dong,
Gwangpyeong-dong,
Hyeonggok 1-dong,
Hyeonggok 2-dong,
Imo-dong,
Indong-dong,
Jinmi-dong,
Jisan-dong,
Sangmosagok-dong,
Seonjuwonnam-dong,
Sinpyeong 1-dong,
Sinpyeong 2-dong,
Songjeong-dong,
Wonpyeong 1-dong,
Wonpyeong 2-dong och
Yangpo-dong.
Resten av kommunen är indelad i tre köpingar (eup) och fem socknar (myeon):
Dogae-myeon,
Goa-eup,
Haepyeong-myeon,
Jangcheon-myeon,
Mueul-myeon,
Okseong-myeon,
Sandong-eup och
Seonsan-eup.